# Miles City
Miles City è una città e capoluogo di contea della Contea di Custer, nel Montana, Stati Uniti d'America.
Con una popolazione di 8 758 abitanti rilevata nella stima del 2022 Miles City è la decima città per numero di abitanti del Montana.

## Geografia fisica
Miles City, secondo lo United States Census Bureau ha una superficie di 8,5 km² e una densita di popolazione di 997 ab./km²; la città sorge a 722 metri s.l.m. . Il clima della zona è semi-arido con lunghi inverni freddi e asciutti ed estati calde e umide.